# زیردریایی یو-۲۴۰
زیردریایی یو-۲۴۰ (به انگلیسی: German submarine U-240) یک زیردریایی بود که طول آن ۶۷٫۱ متر (۲۲۰ فوت ۲ اینچ) بود. این زیردریایی در سال ۱۹۴۳ ساخته شد.